# Hàm đồng nhất

Đồ thị của hàm đồng nhất trên trường số thực

Trong toán học, hàm đồng nhất (tiếng Anh: identity function), còn gọi là quan hệ đồng nhất, ánh xạ đồng nhất hay phép biến đổi đồng nhất, là một hàm số luôn luôn trả về giá trị bằng chính tham số của nó. Cụ thể, hàm đồng nhất f là hàm số thỏa f(x) = x với mọi x.

## Định nghĩa
Chính xác hơn, nếu M là một tập hợp, hàm đồng nhất f trên M được định nghĩa là hàm với tập xác định và tập giá trị M thỏa mãn:
f(x) = x   với mọi phần tử x thuộc tập M.
Hàm số trên vừa là đơn ánh vừa là toàn ánh, nên nó là song ánh.
Hàm đồng nhất trên M thường được ký hiệu là idM.

## Tính chất đại số
Nếu f : M → N là một hàm số bất kỳ thì ta có f ∘ idM = f = idN ∘ f (trong đó "∘" ký hiệu hàm hợp). Nói cách khác, idM là phần tử đơn vị của monoid của tất cả hàm số từ M đến M.
Do phần tử đơn vị của một monoid là duy nhất, ta có thể định nghĩa hàm đồng nhất trên M là phần tử đơn vị này. Định nghĩa như thế mở rộng cho trường hợp ánh xạ đồng nhất trong lý thuyết phạm trù, khi ấy pháp tự đồng cấu của M không nhất thiết là hàm số.

## Các tính chất
- Hàm đồng nhất trên tập số nguyên là một hàm nhân tính hoàn toàn trong ngữ cảnh lý thuyết số.[2]
- Hàm đồng nhất là một toán tử tuyến tính, khi áp dụng cho không gian vectơ.[3] Trong không gian vectơ n chiều, hàm đồng nhất được biểu diễn bởi ma trận đơn vị In, bất kể cơ sở.[4]
- Trong một không gian metric, hàm đồng nhất có tính đẳng cự.[5]
- Trong một không gian topo, hàm đồng nhất liên tục.
- Hàm đồng nhất có tính lũy đẳng.